# Židovská čtvrť (Pohořelice)
Židovská čtvrť v Pohořelicích je bývalé židovské sídliště v jihozápadní části historického jádra města Pohořelice v okrese Brno-venkov. Je tvořena ulicemi Stará obec, Školní a Kostelní. Od roku 1850 zde fungovala samostatná a samosprávná židovská politická obec, která byla v roce 1919 sloučena s Pohořelicemi.

## Historie
Poprvé je židovské osídlení v Pohořelicích zmiňováno k roku 1490. Samotné ghetto zde vzniklo v 16. století v blízkosti pohořelického náměstí. Tvořilo jej několik ulic se synagogou v centrální části. V 19. století zde stálo 40 budov, později až 115 domů. Z nich se dochovala jen část, mj. škola ve Školní ulici. Zejména část čtvrti v dnešní ulici Stará obec byla i se synagogou ve 20. století zbořena. V roce 2016 plánovalo město revitalizaci prostranství okolo ulice Stará obec i s vyznačením půdorysu synagogy v dlažbě ulice.
V roce 1850 vznikla politická obec Pohořelice Židovská Obec, která vykonávala samosprávu v pohořelické židovské čtvrti. V roce 1919 byla sloučena s Pohořelicemi.

## Obyvatelstvo
| Rok            | 1869 | 1880 | 1890 | 1900 | 1910 | 1921 | 1930 | 1950 | 1961 | 1970 | 1980 | 1991 | 2001 | 2011 | 2021 |
| -------------- | ---- | ---- | ---- | ---- | ---- | ---- | ---- | ---- | ---- | ---- | ---- | ---- | ---- | ---- | ---- |
| Počet obyvatel | 691  | 719  | 659  | 612  | 505  | —    | —    | —    | —    | —    | —    | —    | —    | —    | —    |
| Počet domů     | 116  | 116  | 114  | 117  | 112  | —    | —    | —    | —    | —    | —    | —    | —    | —    | —    |

Vývoj počtu obyvatel

## Stavby

### Synagoga
Původní synagoga, snad z 15. nebo 16. století, byla v polovině 19. století zbořena a v letech 1854–1855 nahrazena novorománskou. Ta sloužila svému účelu do roku 1938, kdy byla zdevastována. Po roce 1945 byla zbořena.

### Židovský hřbitov

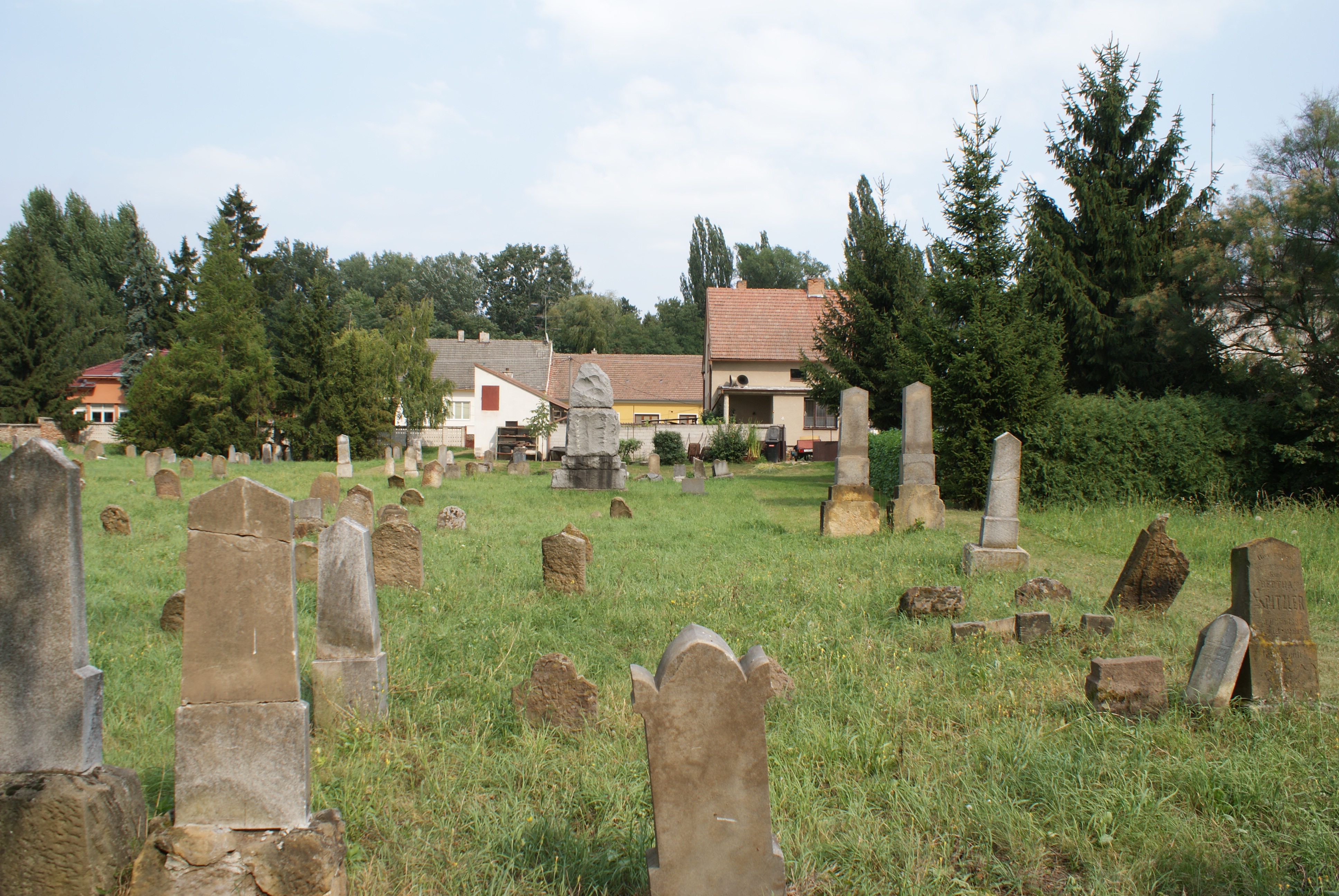
Židovský hřbitov v Pohořelicích

Židovský hřbitov se nachází severozápadě od historického jádra města a židovské čtvrti, při silnici na Cvrčovice. Vznikl v 17. století, nejstarší dochovaný náhrobek pochází z roku 1676. Nahradil starší hřbitov, který zanikl beze stopy.

## Galerie

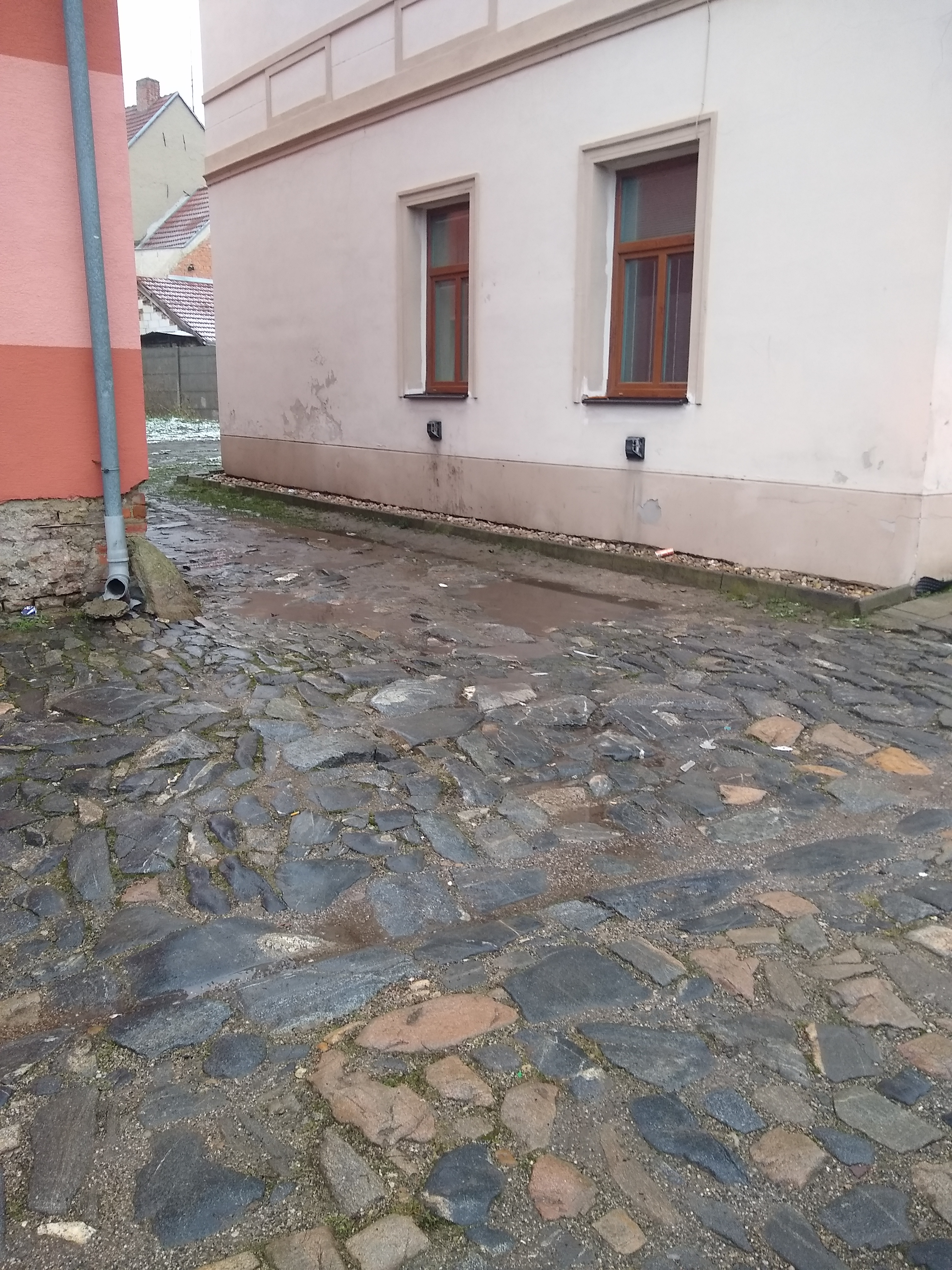
Dochovaná původní kamenná dlažba v bývalé židovské čtvrti v ulici Školní
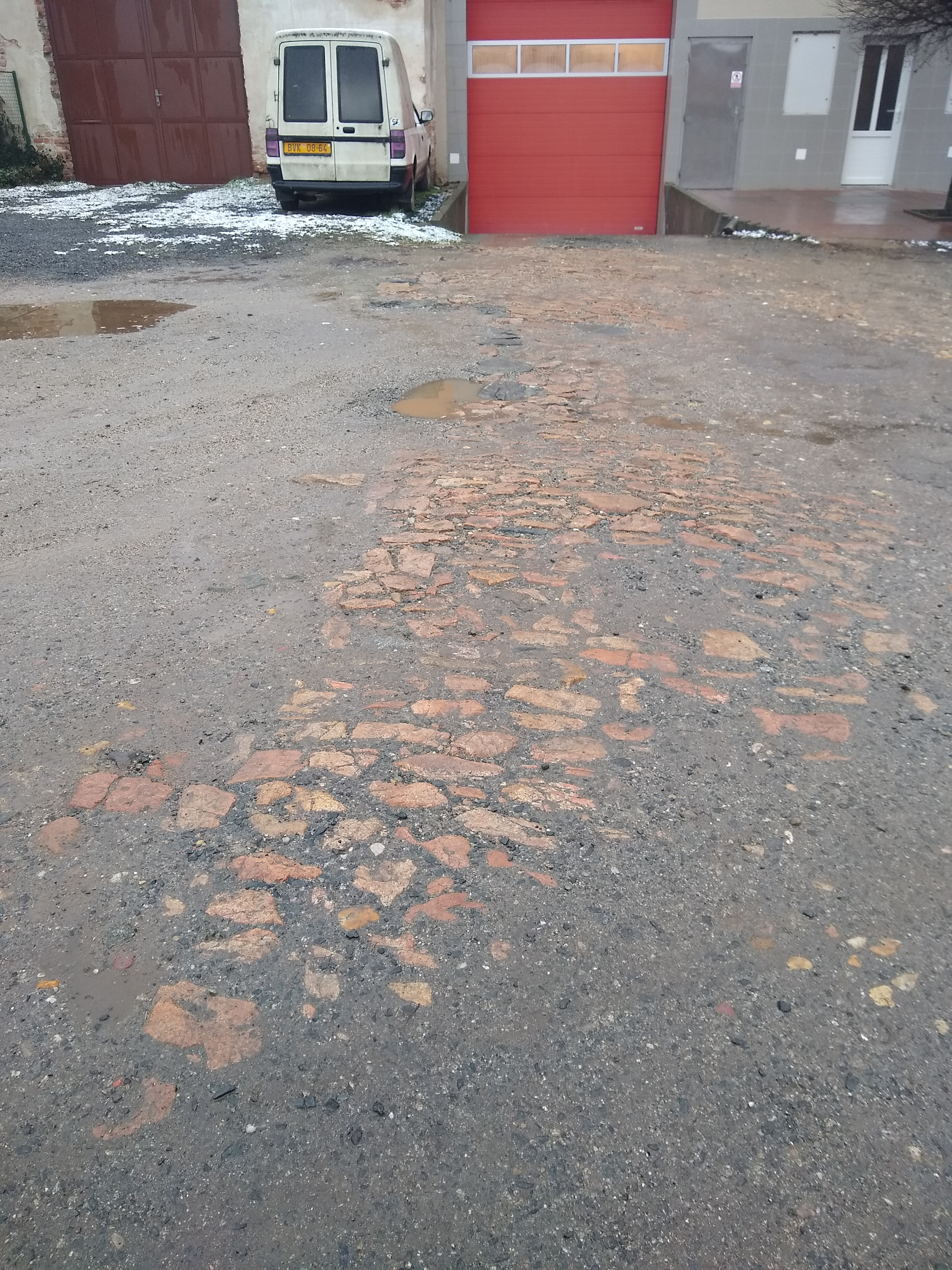
Původní kamenná dlažba v ulici Dlouhé